# Tetiz
Tetiz är en ort i Mexiko.   Den ligger i kommunen Tetiz och delstaten Yucatán, i den östra delen av landet, 1 000 km öster om huvudstaden Mexico City. Tetiz ligger 2 meter över havet och antalet invånare är 3 774.
Terrängen runt Tetiz är mycket platt. Runt Tetiz är det ganska glesbefolkat, med 38 invånare per kvadratkilometer. Närmaste större samhälle är Hunucmá, 8,5 km nordost om Tetiz. I omgivningarna runt Tetiz växer i huvudsak lövfällande lövskog.